# Horndal
Horndal – miejscowość (tätort) w Szwecji, w regionie administracyjnym (län) Dalarna, w gminie Avesta.
Według danych Szwedzkiego Urzędu Statystycznego liczba ludności wyniosła: 1120 (31 grudnia 2015), 1147 (31 grudnia 2018) i 1121 (31 grudnia 2019).